# Ogród zoologiczny w Stropkovie

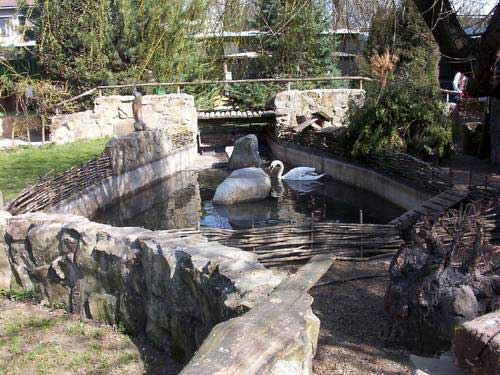
Jeziorko w Zoo

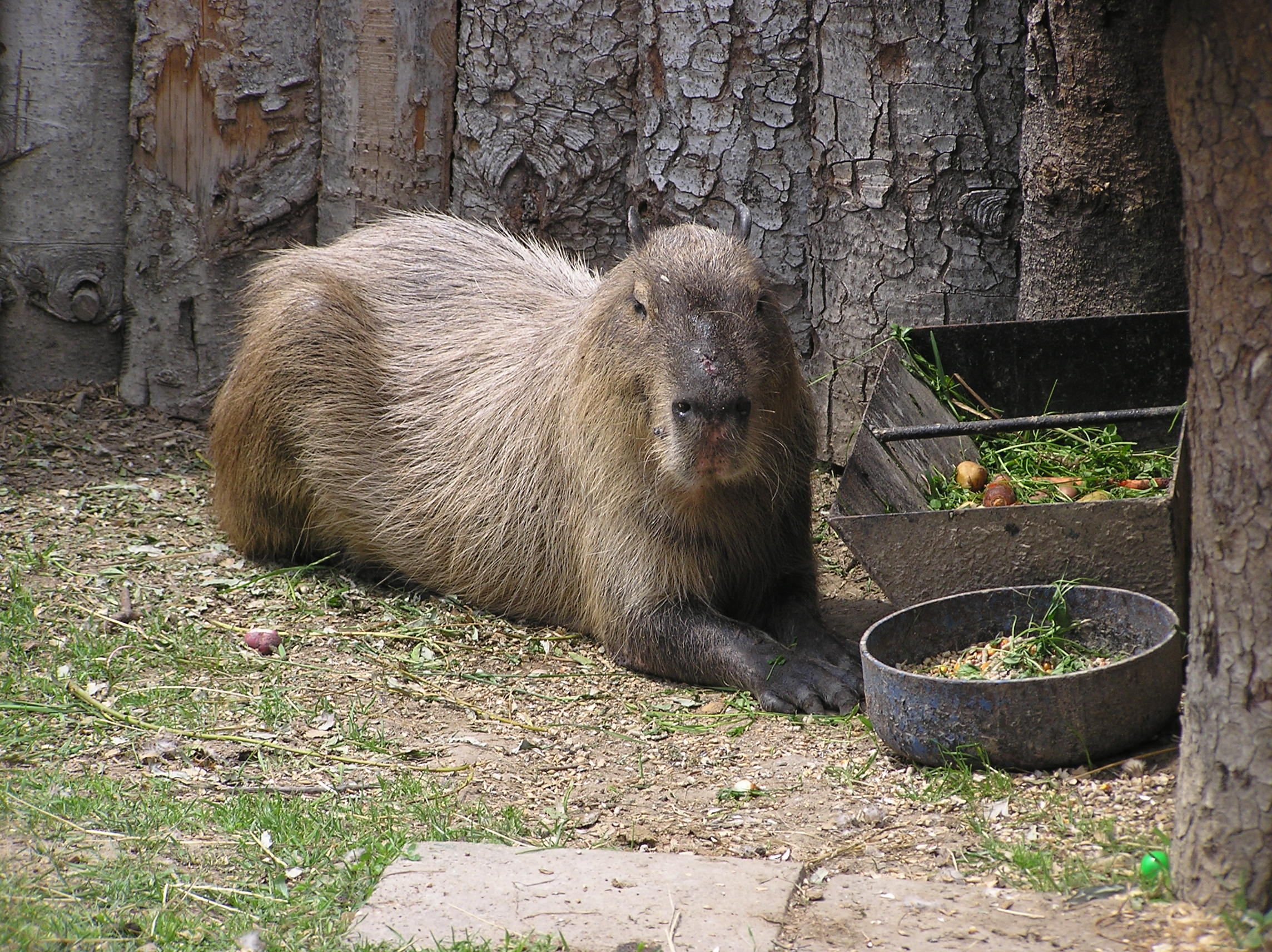
Zoo Stropkov

Ogród zoologiczny w Stropkovie – ogród zoologiczny na Słowacji, założony w 1984 roku w miejscowości Stropkov. Obecnie ZOO posiada więcej niż 200 zwierząt w 60 gatunkach.
ZOO Park oferuje także różne zabawne urządzenia dla dzieci, fotografowanie, filmowanie, bezbarierowe zwiedzanie ZOO, możliwość karmienia niektórych zwierząt.